# Jordan Usher
Jordan Emanuel Usher (Atlanta, 21 febbraio 1998) è un cestista statunitense.